# Flugplatz Müritz Airpark

i7
i11
i13
Der Flugplatz Müritz Airpark – früher Flugplatz Rechlin-Lärz – (IATA-Code: REB, ICAO-Code: EDAX) ist ein Verkehrslandeplatz auf den Gemeindegebieten Lärz und Rechlin in Mecklenburg. 

## Geschichte

### Erster und Zweiter Weltkrieg
Die Geschichte des Flugplatzes Müritz Airpark begann im Jahr 1916, als die ersten Planungen der Luftstreitkräfte im Rahmen der Flieger-Versuchs- und Lehranstalt an der Müritz entstanden. Diese wurden 1917 und 1918 umgesetzt. Für die Zeit von 1920 bis 1933 gibt es widersprüchliche Angaben: Laut Angaben des Flugplatzes selbst diente der Flugplatz in dieser Zeit der Sportfliegerei, dem entgegen steht laut sorgfältiger Recherche namhafter Luftfahrthistoriker, dass die Enteignungen von 1918 nach Ende des Ersten Weltkrieges teilweise wieder rückgängig gemacht wurden, da Mitte der 1930er Jahre wegen der Wiederaufrüstung erneut Kaufverhandlungen für das Gelände vor Baubeginn notwendig waren. Bis Mitte 1935 waren die Erdarbeiten am Rollfeld und den für den Flugbetrieb notwendigen Gebäuden weit vorangeschritten. Ab 1939 entstand die West-Ost-Betonbahn, die Nordwest-Südost-Betonbahn folgte später. In Lärz wurde später das „Erprobungskommando Lärz“ der Luftwaffe aufgestellt, welches normalerweise die sogenannten Vor- oder Nullserienmuster zur Einsatzerprobung zugewiesen bekam. Ab Mitte 1944 erhielt die Erprobung der neuen Strahlflugzeuge Me 262, Ar 234 und He 162 Priorität. Zum Kriegsende kamen, in dem teilweise zum Konzentrationslager umgebauten Lager Retzow, Frauen aus dem KZ Ravensbrück, um sie auf dem Flugplatz Lärz für Bauarbeiten einzusetzen, da die Startbahnen ständig erweitert werden mussten.
Vom Flugplatz Lärz aus sind noch Einsätze gegen Bomberverbände mit der Messerschmitt Me 262 und Tieffliegerangriffe mit Focke-Wulf Fw 190 gegen die Rote Armee geflogen worden. Am 2. Mai 1945 wurden die Erprobungsstelle Rechlin und der Flugplatz Lärz an die Rote Armee übergeben. Bis zum Juni nutzte die mit Il-2 ausgerüstete 196. Schlachtfliegerdivision den Platz.

### Nachkriegsgeschichte

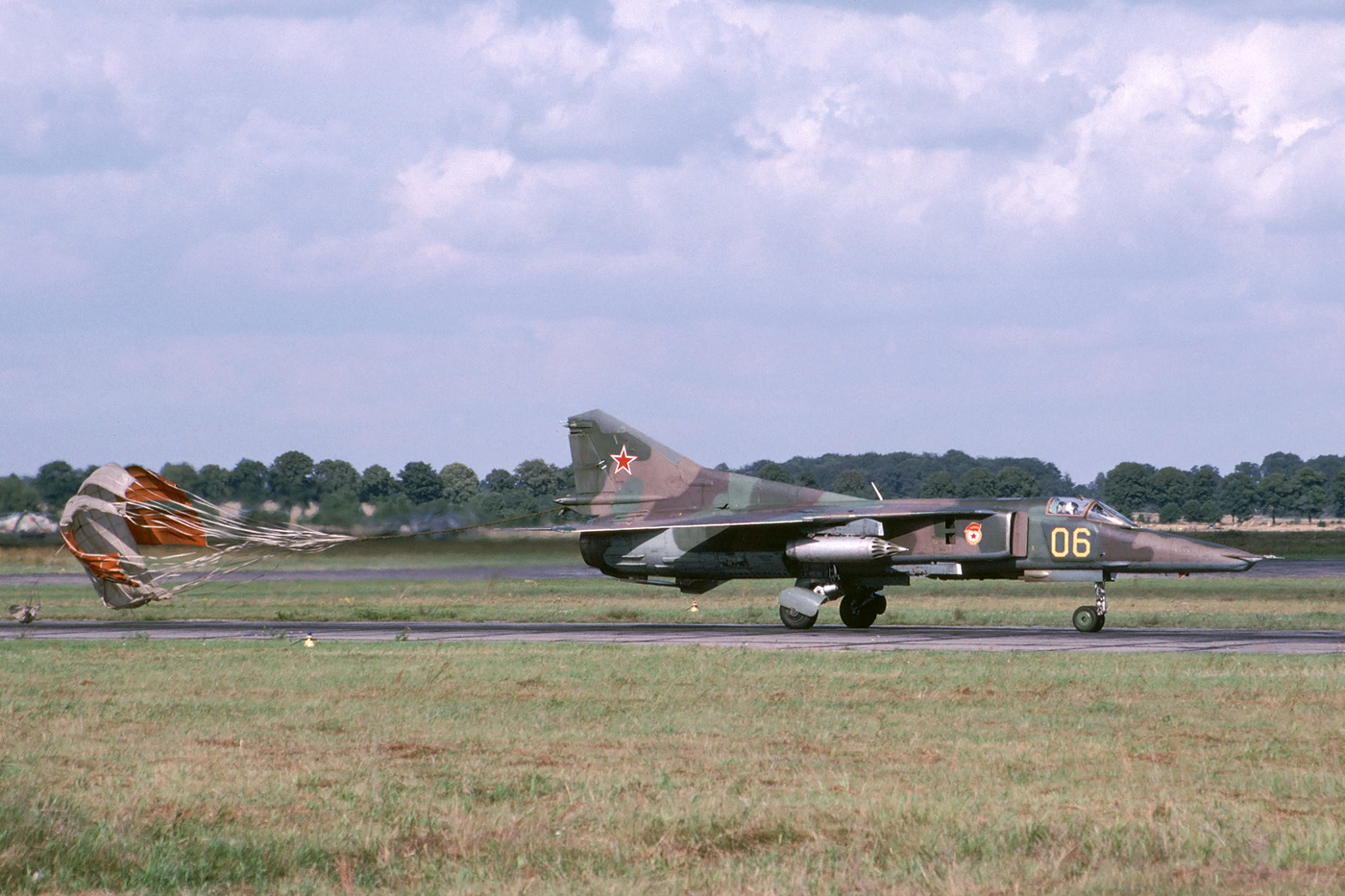
MiG-27D des 19. Gw APIB nach der Landung in Lärz (1991)

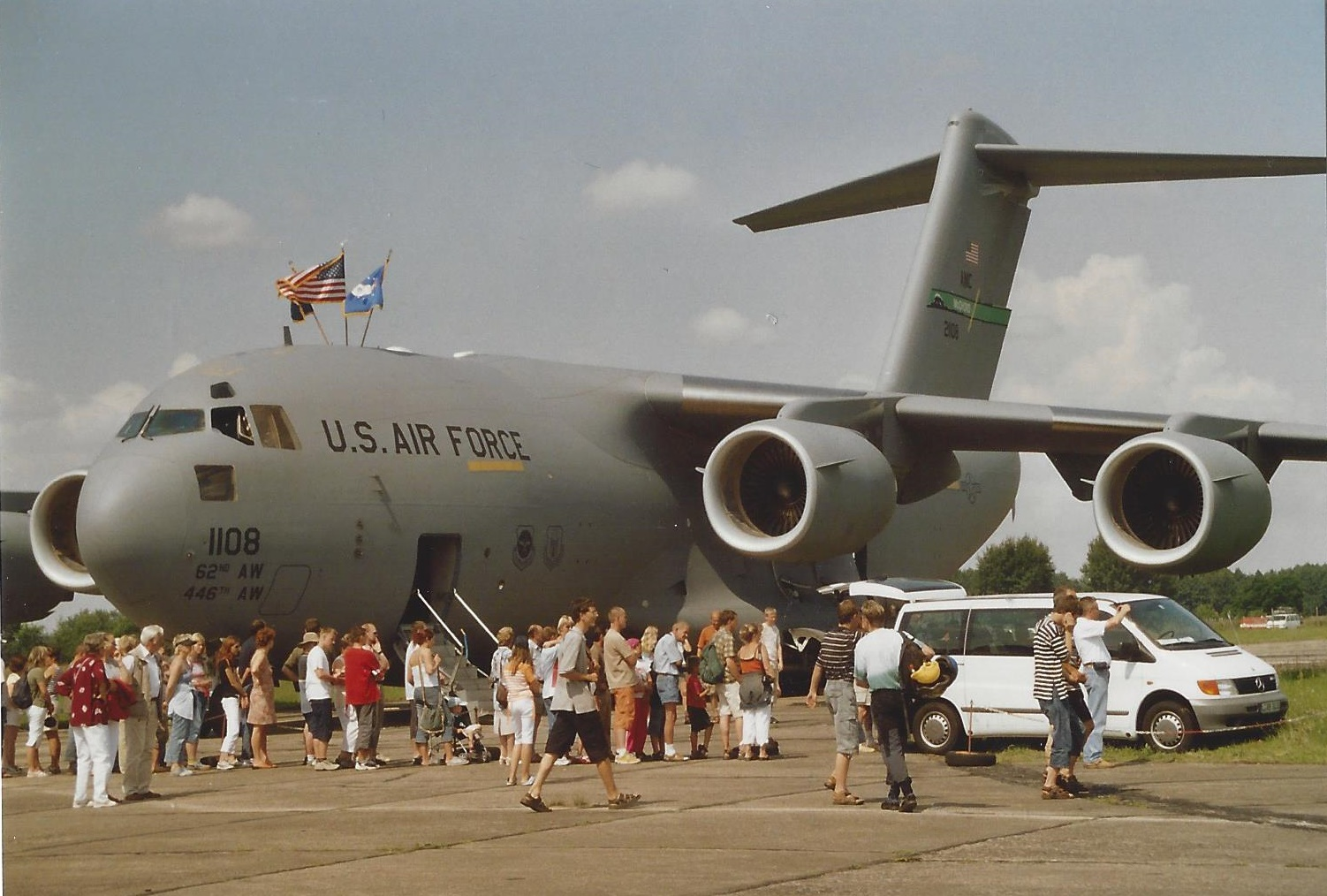
Boeing C-17 der United States Air Force in Lärz (2004)

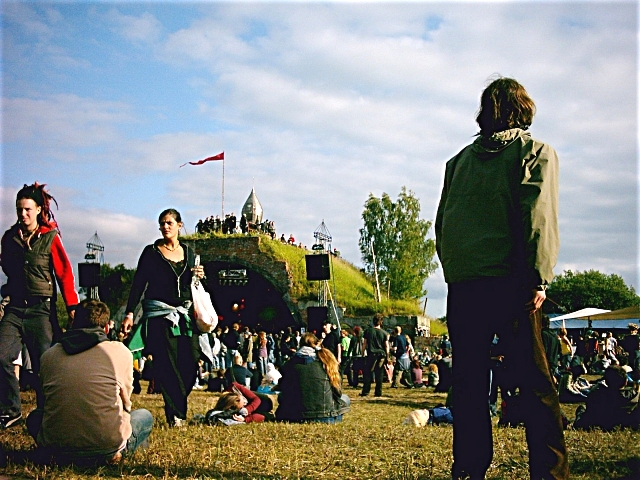
Fusion Festival auf dem Flugplatz

Nach dem Krieg wurde Rechlin zu einer Garnison der sowjetischen Streitkräfte. 1949 übernahm das mit Lawotschkin La-9 ausgerüstete 165. Jagdfliegerregiment den Platz, später kamen die ersten Strahljäger MiG-15 hinzu, da der Flugplatz Lärz über Betonbahnen verfügte (vgl. GRU). Ab 1956 wurde das 165. IAP durch das 33. Jagdfliegerregiment abgelöst. Dieses war bis 1961 in Lärz stationiert und mit MiG-15, MiG-17 und MiG-19 ausgerüstet. Hinzu kam ebenfalls ab 1956 die mit An-2 ausgestattete Stabsführungskette der 125. Jagd/Jagdbomberdivision. 1961 wurde schließlich das 19. Gardejagdbombenfliegerregiment mit MiG-17 und Su-7, später mit MiG-27, und von 1969 bis 1987 die selbstständige 344. Hubschrauberstaffel stationiert. Diese formierte sich 1987 in die dritte Staffel des 439. selbstständigen Hubschrauberregiments aus Parchim um. Kurzzeitig waren auch immer wieder andere Einheiten der 16. Luftarmee in Lärz stationiert. Die Offiziere und ihre Familien wurden in der Siedlung Vietzen (heutiges Rechlin) untergebracht, die Soldaten in den ehemaligen Kasernen der Erprobungsstelle der Gruppe West kaserniert. 1948 gab die Sowjetarmee 75 Wohnungen zur Nutzung für die deutsche Bevölkerung frei.
Nach Einstellung des Flugbetriebs am 23. März 1993 verließ das 19. Jagdbomberregiment der nunmehr russischen WGT nach 48 Jahren Nutzung durch die GSSD/WGT endgültig den Flugplatz Lärz und im Herbst auch den bisher ausgegrenzten Wohnbereich und die Kasernen in Rechlin. Im Juli fanden die letzten Materialverbringungsflüge durch An-22 und Il-76 nach Russland statt.

## Heutige Nutzung
1994 wurde der Flugplatz Lärz wieder für die zivile Nutzung eröffnet. Die Betreibung des Flugplatzes liegt bei der Entwicklungs- und Betriebsgesellschaft Müritzflugplatz Rechlin-Lärz mbH. Inzwischen wurden große Teile der ehemaligen militärischen Infrastruktur abgerissen. Die Start- und Landebahnen wurden um 300 Meter auf 2080 Meter gekürzt. Die Start- und Landebahn wurde 2011 komplett saniert. Anschließend wurden die Rollwege asphaltiert.
Der nördliche Teil des Geländes wurde am 30. April 2003 von dem Verein Kulturkosmos Müritz e. V. gekauft, der dort seit 1997 alljährlich das Fusion Festival veranstaltet. Die auf dem Gelände befindlichen zwölf Hardened Aircraft Shelter werden als Veranstaltungsorte genutzt.
Der wesentlich größere restliche Teil des Flugplatzes wurde vom Konsortium „Müritz Airpark“ erworben. Die Firma MAP Müritz Airpark GmbH ist damit befasst, dort eine sogenannte Fly-In-Community errichten zu wollen, also ein Gebiet mit privaten Wohnhäusern und eigenen Flughangars. Außerdem besteht eine Prospektplanung, im Gelände eine Marina und einen 18-Loch-Golfplatz zu integrieren.
Im Juni 2024 wurde im Osten des Flugplatzgeländes ein Solarpark in Betrieb genommen. Die Start- und Landebahn wurde auf eine Länge von circa 1200 Metern gekürzt, sie ist für Flugzeuge bis zu einem zulässigen Höchstgewicht von 14 Tonnen zugelassen.

## Zwischenfälle
Am Abend des 20. September 1985 war der Kommandeur des 19. Gardejagdbombenfliegerregimentes, Oberst Gennadi A. Kusnezow, mit einer MiG-27K zu einem Übungsflug gestartet. Im Raum Richtenberg meldete er in 5000 Metern Höhe über Funk das Versagen der Steuergeräte. Kurz darauf fiel auch die Funkverbindung aus, das Flugzeug stürzte fast senkrecht in den Karniner Wald (Karniner Holz), westlich von Stralsund. Aufwendige Bergungsarbeiten nahmen 2 Wochen in Anspruch. Eine kleine Gedenkstätte im Wald erinnert an das Unglück.